# Ауреол од Арагона
Ауреоло' или Ауреол традиционално се сматра вођом Франака у Арагону. Датум рођења је непознат, а умро је 809. године.
Између 798. и 802. Франци су су заузели неколико позиција у зони: Бахлул Ибн Марцук се побунио 798. у Сарагоси против централне власти у Ал-Андалусу и године 800. отео је Уеску од Бану Саламе. Генерал Амрус Ибн Јусуф, рођен у Уески, и послат од стране кордобског емира, поново је освојио Сарагосу и Уеску око 801. године. Бахлул је побегао у Паљарс али тамо га је убио његов најближи официр Халаф Ибн Рашид 802. године. Који је тада владао Барбитанијом (данашњи шпански град Барбастро). 
Ове сукобе су искористили Франци те су заузели неколико тврђава, између којих и тврђаву Хака, и потом изабраше Ауреола, сина грофа Ауреола од Перињоа за грофа Арагона.
Након његове смрти, наследио га је Азнар I Галиндез.